# Tarcău
Tarcău is een Roemeense gemeente in het district Neamț.
Tarcău telt 3516 inwoners.